# Skt. Patrick
Sankt Patrick eller Patrick af Irland (irsk Naomh Pádraig) -er Irlands skytshelgen (født omkring 386 og antagelig død 17. marts 493 eller som tidligere antaget 465). Han kristnede irerne. Han er skytshelgen for ingeniører, udstødte og for landet Nigeria, hvor især irske missionærer har virket. Sankt Patrick blev aldrig kanoniseret af den katolske kirke, og hans helgennavn skyldes den folkelige tradition. Han menes at være født i en kristen familie i Wales.
Da Patrick var 16, blev han bortført af sørøvere og solgt som slave til høvdingen Milchu i Antrim i Nordirland. Her arbejdede han som hyrde, formentlig i nærheden af Slemish. Han lærte at tale keltisk eller irsk og blev optaget af religion. Seks år senere drømte han, at han snart vendte hjem. Kort efter lykkedes det ham at flygte og komme med skib til kontinentet, og efter rejser i Gallien og andre nordromerske provinser vendte han hjem til familien.
Her drømte Patrick, at han blev kaldt til Irland som missionær. Det formodes, at han rejste til Gallien og var munk på Lérins 412–415 og i Tours. Han blev uddannet som præst af Germanus af Auxerre og virkede vist i 15 år i Auxerre og fuldførte sin uddannelse i Britannien (England). Han fik ingen højere uddannelse, og hans latinske skrifter viser det.
Efter legenden vendte Patrick tilbage til Irland i 432, hvor han var udnævnt til biskop af St. Germanus. Med ham fulgte en hjælpebiskop, en præst, en retskyndig og forskellige håndværkere. Der var allerede nogle kristne i Irland, og pave Celestin I havde i 431 sendt Palladius til Irland som irernes første biskop. Palladius rejste nogle år efter til Skotland, hvor han mente, det var lettere at omvende befolkningen. Det var Patrick, der udbredte kristendommen i et større del af Irland. Han virkede først og fremmest i de nordlige, centrale og vestlige egne, hvor han organiserede kirken.
Patrick skal have udfordret den store høvding Laoghaire i Tara påskeaften. Han tændte påskelys på bakketoppen Slane, bragte druiderne til tavshed og omvendte kongens døtre. I Leitrim rev han gudebilledet af Crom Cruach ned. Han var ikke bange for at møde sine ideologiske og religiøse modstandere, og mange af dem blev omvendt. Irland har en bemærkelsesværdig særstilling i Vesteuropa: ingen missionærer led martyrdøden der. Patrick beskrev sit missionsarbejde i skriftet Bekendelser.
I 444 oprettede Patrick sit bispesæde i Armagh i Nordirland, som fortsat er Irlands kirkelige hovedstad. Han oprettede også andre bispedømmer. Årsagen til, at han valgte Armagh, var muligvis, at en magtfuld konge residerede der. Patrick oprettede også klostre, men han levede formentlig ikke selv som munk.
En af legenderne om Patrick er, at han brugte en trekløver shamrók (eng. "Shamrock") til at illustrere treenigheden. Trekløveren er Irlands nationalsymbol.
Hans dødsdag, 17. marts, fejres som Sankt Patricks dag i Irland og overalt, hvor irske udvandrere har slået sig ned – især USA og Canada. Dagen er både en hyldest til helgenen og en fejring af irsk kultur. Dagen er Irlands nationaldag. Markeringen sker ved store parader med deltagere i tøj med den traditionelle irske, grønne farve. Den største af paraderne er i Dublin. I 2006 deltog over 500.000.
Ifølge legenden er han begravet i Downs katedral i Downpatrick i grevskabet Down i Nordirland.

## Eksterne links
- Wikimedia Commons har flere filer relateret til Skt. Patrick
- The Most Ancient Lives of Saint Patrick edited by James O'Leary, 1880 – genudgivet ebook fra Project Gutenberg